# 比阿特里斯·帕雷德斯·兰赫尔

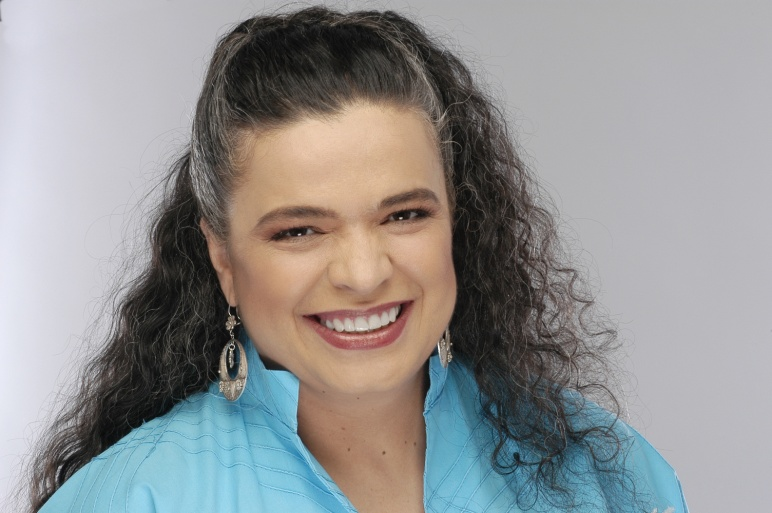

比阿特里斯·帕雷德斯·兰赫尔（西班牙語：Beatriz Paredes Rangel，1954年8月18日—）墨西哥政治人物。

生于墨西哥特拉斯卡拉州特拉斯卡拉市。曾在墨西哥国立自治大学学习社会学。21岁成为特拉斯卡拉州议员(1974-77)。1987年至1992年，担任特拉斯卡拉州州长。2007年至2011年是革命制度党的领导人。比阿特里斯·帕雷德斯是特拉斯卡拉州历史上第一位女州长，也是墨西哥历史上第二位女州长。